# Jori Turja
Jori Turja (Lapua, 12 gennaio 1960) è un allenatore di cavalli finlandese, noto per essere stato l'allenatore del famoso cavallo trottatore Varenne.
A 16 anni si trasferisce per la prima volta all'estero, e prima di averne compiuti 20 può annoverare esperienze lavorative in Germania, Italia e Svezia. In tale contesto ha occasione fra l’altro di lavorare come caposquadra nella scuderia di Olle Goop, allenatore e driver svedese, all’ippodromo Åbytravet di Mölndal, nei pressi di Göteborg, in Svezia.
Nel 1995 si trasferisce in Italia per esercitare la professione di allenatore di cavalli da trotto. Inizia a collaborare con il driver Giampaolo Minnucci e, a distanza di un anno, inizia ad allenare Varenne, appena giunto al Centro di addestramento gestito da Turja insieme a Minnucci.
All'inizio degli anni 2010, l'aggravarsi della crisi dell'ippica in Italia, in particolare nel settore del trotto, impatta inevitabilmente anche sull'attività di Turja. Egli quindi sceglie di tornare in Svezia, adottando l'ippodromo Åbytravet come base della sua nuova attività di allenatore, portata avanti insieme al collega allenatore e driver finlandese Veijo Tapani Heiskanen.
Turja ha concluso la sua carriera da allenatore nel 2016.